# Stromanthe sellowiana
Stromanthe sellowiana är en strimbladsväxtart som beskrevs av Karl Moritz Schumann. Stromanthe sellowiana ingår i släktet broktoppar, och familjen strimbladsväxter. Inga underarter finns listade.